# Victorina Vila Badía
Victorina Vila Badía (Albesa, 19 de diciembre de 1883-México, 26 de enero de 1962) fue una maestra republicana, esposa del pedagogo Frederic Godàs Legido. Desde 1939 vivió exiliada en México, colaborando con su hija Elvira Godás en labores pedagógicas.

## Biografía
Nacida en Albesa, en la Noguera leridana, fue la hija primogénita de Francisco Villa Daviu, médico rural, y Antonia Badía Marsol, maestra, ama de casa y madre de tres hijos.
Estudió bachillerato y música. Tras un periodo en Barcelona, en el que desarrolla sus estudios de piano, la familia se trasladó a Corbins donde conoció al que sería su marido, Frederic Godàs, también maestro, con el que se casaría el 19 de diciembre de 1903 y pondría en marcha el Liceo de Lérida, un colegio basado en los principios de la pedagogía moderna. En 1905, Victorina, embarazada de su segundo hijo, se examina y obtiene el título de maestra, y apenas un año después, el 1 de febrero de 1906, ella y Godàs fundan el Liceo Escolar, con tan modesto presupuesto como ambicioso programa, que incluía enseñanza primaria y secundaria y escuela nocturna para adultos, y que en 1911 se extendería a la Escuela Minerva, dirigida por Victorina, y solo para niñas. En 1913 se inauguró un nuevo edificio que reunió ambos proyectos (el «Liceu Escolar de Lleida» y la «Minerva»). En 1916, tras asistir a un curso de María Montessori en Barcelona, el matrimonio decide aplicar su modelo pedagógico en los cursos de párvulos.
Todo iba bien para el matrimonio, hasta que tras un viaje a Noruega recorriendo varias escuelas, Frederic Godàs enferma en Francia y muere el 16 de julio de 1920, siendo enterrado en el país galo. Victorina, con 37 años y 5 hijos de entre quince y tres años, y una escuela con 500 alumnos y las obligaciones de una fuerte inversión económica, decidió quedarse con la dirección de la Escuela Minerva y confiar la dirección del Liceo Escolar a Humbert Torres, compañero de su marido en la fundación de la Juventud Republicana en Lérida. En 1928, la presión familiar y el cúmulo de deudas adquiridas llevan a Victorina a alquilar el edificio a Mosén Montaner, director de la Escuela Verdaguer de Lérida. 
«El 2 de noviembre de 1937, nueve aviones de la Aviazione Legionaria Italiana, al servicio del ‘bando franquista’, bombardeó Lérida y, entre otros, destruyó un ala del Liceo Escolar, en la avenida Blondel. Murieron 42 niños, un maestro y otras personas que se encontraban dentro del edificio. Tras aquel suceso, Victorina abandonaría Lérida, dedicándose a ejercer de maestra rural en la vecina aldea de Éller.
Derrotada la Segunda República, y en compañía de cuatro de sus hijos, Victorina salió de España en 1939. Exiliada en México, falleció 23 años después, a los 78 años de edad.

## Reconocimientos
En 2007 se inauguró en su honor en Lérida una plaza que lleva su nombre.

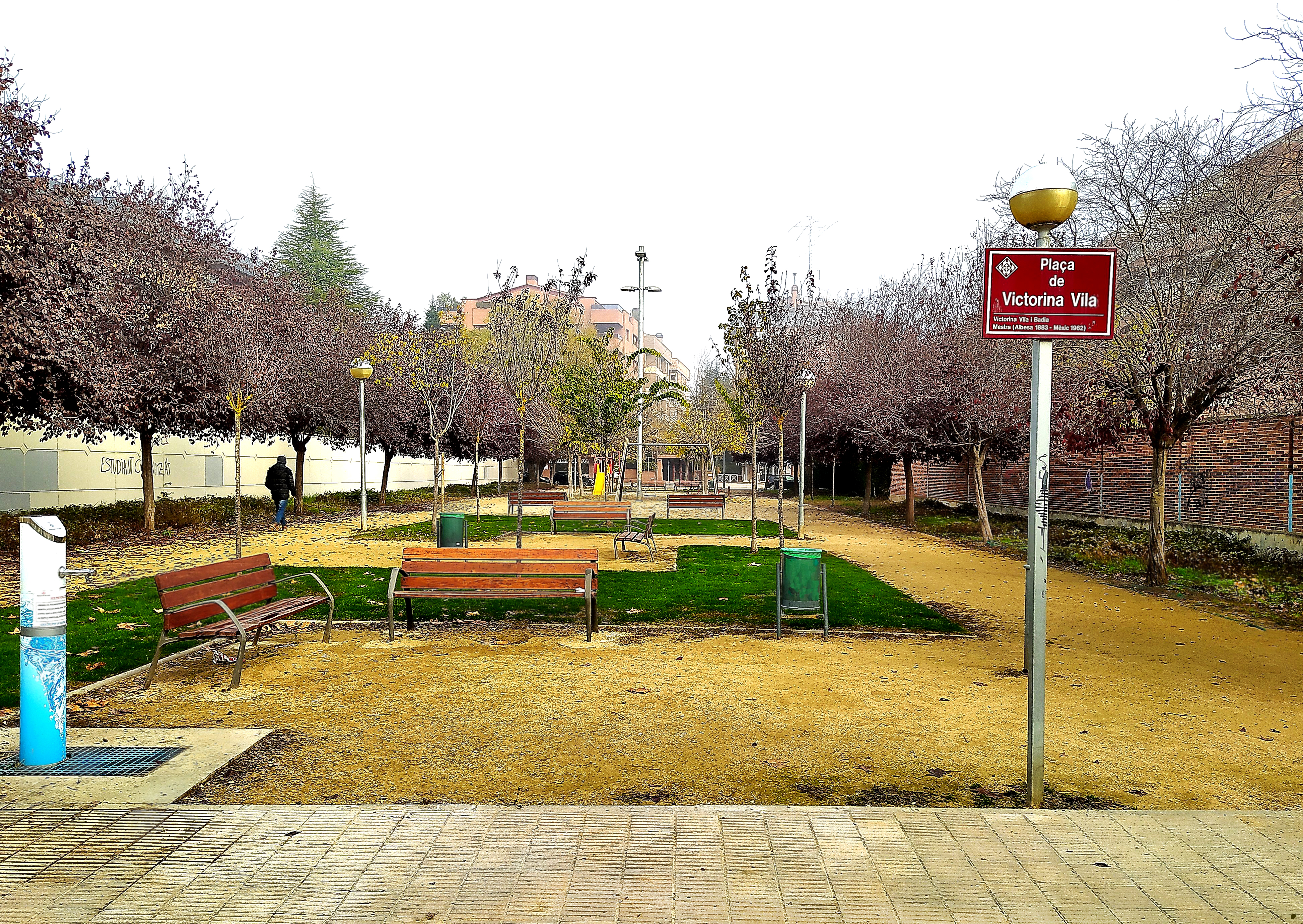
Plaza Victorina Vila Badía en Lleida.